# Église Saint-Lambert de Laeken
Pour les articles homonymes, voir Heysel (homonymie).
L’église Saint-Lambert (en néerlandais : Sint-Lambertuskerk), parfois dite église du Heysel (en néerlandais : Heizelkerk), est un édifice religieux catholique sis sur la place Saint-Lambert, dans le quartier du Heysel, à Laeken, une section septentrionale de la ville de Bruxelles (Belgique). Église de style néogothique construite en 1906 elle est le lieu de culte de la communauté paroissiale de Laeken.

## Histoire
Située au N°1 de la place Saint-Lambert l’église fut construite à partir de 1906 et fut consacrée et ouverte au culte en 1907. L’architecte en est Charles Demaeght, qui avait déjà dessiné l'église Saint-Pierre à Jette vers 1880.
L’église, en croix latine, est de style néogothique classique. Bâtie de briques rouges avec ornementation de pierres naturelles elle est parfaitement symétrique de proportions, avec tour-clocher sous lequel s’ouvre le porche.
L’intérieur en fut entièrement rénové en 1970-1971, pour y adapter l’espace et le mobilier aux demandes de la réforme liturgique du concile Vatican II.
Elle est temporairement fermée en raison de chute de pierres dans le chœur en 2023.

## Orgue
Un orgue, construit par la manufacture des frères Adrien et Salomon van Bever (1872-1942) y fut installé en 1916.

## Patrimoine
- Une toile illustrant la ‘Dernière Cène’ daterait de 1650.

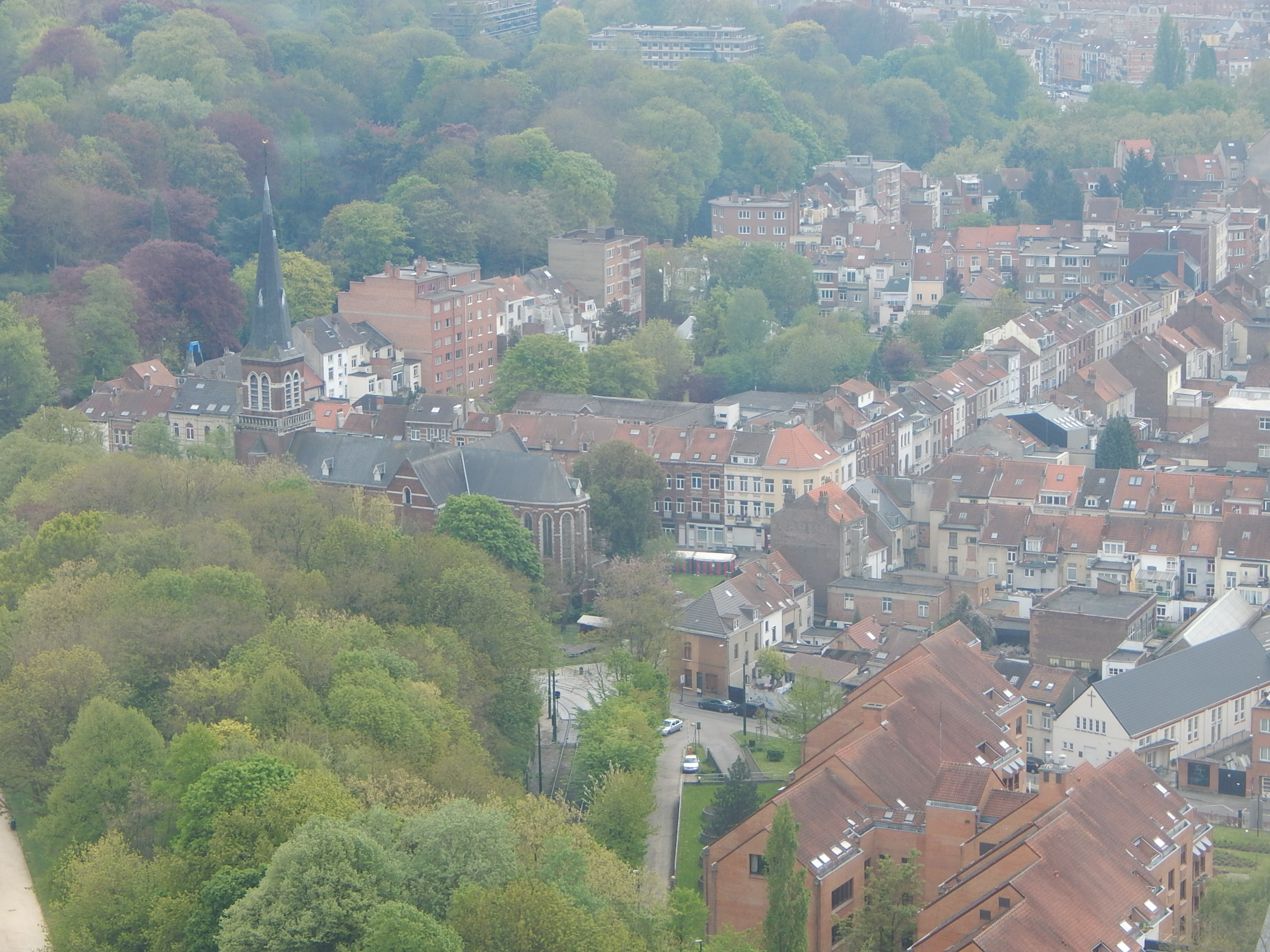
L'église Saint-Lambert vue de la boule supérieure de l'Atomium